# Poznań Challenger 1998
Il Poznań Challenger 1998 è stato un torneo di tennis facente parte della categoria ATP Challenger Series nell'ambito dell'ATP Challenger Series 1998. Il torneo si è giocato a Poznań in Polonia dal 3 al 9 agosto 1998 su campi in terra rossa.

## Vincitori

### Singolare
Christian Ruud ha battuto in finale  Martin Rodriguez con il punteggio di 1–6, 6–3, 6–3

### Doppio
Sebastián Prieto /  Martin Rodriguez hanno battuto in finale  Cristian Brandi /  Márcio Carlsson con il punteggio di 6–3, 6–4